# 爱情事件 (1994年电影)
《爱情事件》（英語：Love Affair）是一部1994年的美国愛情电影，翻拍自1939年的同名电影。影片由格伦·戈登·卡伦执导，華倫·比提监制，基于米尔德里德·克拉姆和李歐·麥卡瑞故事改编，由罗伯特·唐尼和華倫·比提改编自1939年电影剧本。恩尼奥·莫里科内为影片配乐，康拉德·霍爾摄影。
影片由華倫·比提、安妮特·贝宁、凯瑟琳·赫本主演，盖瑞·桑得林、科洛·韦伯、皮尔斯·布鲁斯南、凯特·卡普肖、保罗·马佐斯基和布伦达·瓦卡罗共同出演。